# أريتز إيلوستوندو
ارتيز ايلوستوندو (بالإسبانية: Aritz Elustondo) (28 مارس 1994 بسان سيباستيان في إسبانيا - ) هو لاعب كرة قدم إسباني في مركز الدفاع. شارك مع منتخب إسبانيا تحت 21 سنة لكرة القدم. أما مع النوادي، فقد لعب مع ريال سوسيداد ب وريال سوسيداد وSD Beasain ‏.

## وصلات خارجية
- أريتز إيلوستوندو على موقع الاتحاد الأوربي (الإنجليزية)
- أريتز إيلوستوندو على موقع قاعدة بيانات كرة القدم.إي يو (الإنجليزية)
- أريتز إيلوستوندو على موقع ليكيب (الفرنسية)
- أريتز إيلوستوندو على موقع Soccerbase.com (لاعب) (الإنجليزية)
- أريتز إيلوستوندو على موقع Soccerway.com (الإنجليزية)
- أريتز إيلوستوندو على موقع عالم كرة القدم.نت (الإنجليزية)
- أريتز إيلوستوندو على موقع AS.com (الإسبانية)